# Jonathan Coulton
Jonathan Coulton (New Haven (Connecticut), 1 december 1970), ook wel bekend onder de naam JoCo, is een Amerikaans singer-songwriter en gitarist. Hij zingt veel over onderwerpen die populair zijn in de subcultuur van nerds of geeks. Coulton heeft meerdere liederen geschreven en opgenomen voor de computerspelserie Portal. Hij is copresentator van het spelprogramma Ask Me Another op National Public Radio.
Artificial heart (2011) was Coulton's eerste album dat de hitlijsten haalde. Het album bereikte de hoogste positie in de Top Heatseekers, #16 in de Alternative Albums, #23 in de Independent Albums, #26 in de Rock Albums en #125 in de Billboard 200. Het album Solid state (2017) bereikte #18 in de Americana/Folk Albums. Some guys (2019) haalde #19 in dezelfde hitlijst.
In 2018 werd Coulton genomineerd voor een Emmy in de categorie Music and Lyrics voor de muziek die hij schreef voor de televisieserie The Good Fight. In hetzelfde jaar werd hij tevens genomineerd voor een Tony Award in de categorie Best Original Score voor de musical SpongeBob SquarePants: The Musical, als onderdeel van een team van liedjesschrijvers.

## Discografie

### Studioalbums
- Smoking monkey, 2003
- Thing-a-week one, 2005
- Thing-a-week two, 2005
- Thing-a-week three, 2006
- Thing-a-week four, 2006
- Best. Concert. Ever., 2009
- Artificial heart, 2011
- One Christmas at a time, 2012 (met John Roderick)
- Solid state, 2017
- Some guys, 2019

### Livealbum
- JoCo live, 2014

### Compilatiealbums
- Thing-a-week, 2005
- JoCo looks back, 2008

### Ep's
- Where tradition meets tomorrow, 2004
- Our bodies, ourselves, our cybernetic arms, 2005